# Хомин Андрій Романович
Андрі́й Рома́нович Хомин (нар. 24 травня 1968, Івано-Франківськ, СРСР — пом. 29 вересня 1999, Івано-Франківська область, Україна) — колишній радянський, український та туркменський футболіст, захисник. Відомий перш за все завдяки виступам у складі київського «Динамо», івано-франківського «Прикарпаття» та національних збірних України і Туркменістану. Трагічно загинув у автокатастрофі.

## Життєпис
Народився у Івано-Франківську, де і робив перші кроки в футболі у ДЮСШ № 3. За «Прикарпаття» вперше зіграв у двадцятирічному віці відразу після служби в армії. В рідному місті Хомин відіграв шість сезонів, за винятком 1989 року, коли перебував у складі харківського «Металіста». Однак зіграти за клуб зі Слобожанщини у чемпіонаті СРСР йому так і не довелося — Хомин обмежився участю у розіграші Кубка федерації. Уявити «Прикарпаття» кінця 80-х —початку 90-х без цього надійного захисника було доволі важко. Однак, одразу кидалося у вічі, що Андрій вже переріс рівень івано-франківського клубу.
Наприкінці 1993 року отримав запрошення від Григорія Суркіса, який тільки-но став президентом «Динамо». Хомин був першим футболістом, якого запросили в «Динамо» за часів Суркіса. Тоді київській команді були потрібні в першу чергу футболісти з гарними бійцівськими якостями, роботяги на футбольному полі. Саме до таких футболістів належав Андрій Хомин. У сезоні 1994/95 років Андрій разом з «Динамо» пробивається до групового етапу Ліги чемпіонів, де суперниками киян стають московський «Спартак», мюнхенська «Баварія» та паризький «ПСЖ». Проте вже у наступному сезоні футболіст все частіше починає гру з лави запасних, і поступово втрачає місце в стартовому складі. Його спочатку віддають в оренду до рідного «Прикарпаття», а на початку сезону 1996/97 виникає варіант із полтавською «Ворсклою».
У Полтаві Хомин зарекомендував себе прекрасним універсалом із відмінними бійцівськими якостями. Зіграти міг як у захисті чи півзахисті, так і в нападі. А одного разу Андрію навіть довелося стати у ворота. Наприкінці сезону 1997/98 років у матчі з запорізьким «Металургом» було вилучено Андрія Ковтуна, а оскільки всі заміни було вичерпано, то місце у воротах зайняв Хомин. Незважаючи на самовіддану гру захисника, супернику все ж вдалося проштовхнути м'яч у сітку воріт полтавської команди.
Навесні 1998 року Хомин раптово опиняється у ашгабатському «Копетдазі», де бере участь у матчах Кубка володарів кубків азійських країн. Відігравши два матчі проти іранського клубу «Аль-Шорта» і забивши один гол за ашгабатців, він повертається до назад до Полтави. Головний тренер «Ворскли» Віктор Пожечевський відзначив, що перебування Хомина та Чуйченка в «Копетдазі» носило характер короткострокової оренди. У матчах чемпіонату Туркменістану Андрій участі не брав.
У сезону 1997/98|сезоні 1998/99, який «Ворскла» проводила вже під керівництвом Анатолія Конькова, Хомин поступово втрачає місце у основному складі і починає здебільшого виходити на заміну. Саме це спричинило його повернення до Івано-Франківська вже наступного сезону. Вболівальники полтавського клубу проводжали його стоячи, дякуючи за відмінну гру впродовж трьох сезонів.
Тоді ще ніхто не знав, що цей матч був одним з останніх в житті Андрія. 29 вересня 1999 року він загинув у автомобільній катастрофі неподалік від рідного міста.

## Виступи за збірну
Перейшовши до «Динамо», Андрій отримав запрошення до національної збірної України, за яку дебютував 16 жовтня 1993 року у товариському матчі проти збірної США. Загалом у складі головної команди України відіграв 6 матчів.
А у 1998 році сталася цікава подія. Екс-тренер «Ворскли» Віктор Пожечевський, що очолював на той час збірну Туркменістану, запросив групу українських гравців допомогти його команді. Так «туркменами» стали Хомин, Кислов, Зав'ялов, Сосенко та Бондаренко. За збірну цієї країни Андрій провів два поєдинки, одного разу відзначившись у воротах суперників.
| 01. | 16.10.1993 | «Симеон Стедіум», Хай-Пойнт    | США — Україна     | 1-2 | Товариський матч    | 90' |  |     |  |
| 02. | 20.10.1993 | «Джек Мерфі», Сан-Дієго        | Мексика — Україна | 2-1 | Товариський матч    | 90' |  |     |  |
| 03. | 23.10.1993 | «Гудмен Стедіум», Бетлехем     | США — Україна     | 0-1 | Товариський матч    | 90' |  |     |  |
| 04. | 15.03.1994 | «Кір'ят Еліезер», Хайфа        | Ізраїль — Україна | 1-0 | Товариський матч    | 79' |  | ?'  |  |
| 05. | 26.08.1994 | Муніципальний стадіон, Грассау | ОАЕ — Україна     | 1-1 | Товариський матч    | 90' |  |     |  |
| 06. | 29.03.1995 | Республіканський стадіон, Київ | Україна — Італія  | 0-2 | Відбірковий ЧЄ-1996 | 90' |  | 16' |  |

## Досягнення
- Чемпіон України (3): 1993/94, 1994/95, 1995/96
- Бронзовий призер чемпіонату України (1): 1996/97
- Володар Кубка України (1): 1994/95
- Срібний призер другої нижчої ліги СРСР (1): 1991

## Статистика клубних виступів
| Сезон                  | Команда                | Чемпіонат              | Чемпіонат | Чемпіонат | Кубок | Кубок | Кубок | Міжнародні | Міжнародні | Міжнародні | Інші кубки | Інші кубки | Інші кубки | Всього | Всього |
| Сезон                  | Команда                | Змаг.                  | Матчі     | Голи      | Змаг. | Матчі | Голи  | Змаг.      | Матчі      | Голи       | Змаг.      | Матчі      | Голи       | Матчі  | Голи   |
| ---------------------- | ---------------------- | ---------------------- | --------- | --------- | ----- | ----- | ----- | ---------- | ---------- | ---------- | ---------- | ---------- | ---------- | ------ | ------ |
| 1988                   | «Прикарпаття»          | 2Л                     | 20        | 0         | —     | —     | —     | —          | —          | —          | —          | —          | —          | 20     | 0      |
| Всього в «Прикарпатті» | Всього в «Прикарпатті» | Всього в «Прикарпатті» | 20        | 0         |       | 0     | 0     |            | 0          | 0          |            | 0          | 0          | 20     | 0      |
| 1989                   | «Металіст»             | ВЛ                     | 0         | 0         | —     | —     | —     | —          | —          | —          | КФ         | 1          | 0          | 1      | 0      |
| Всього в «Металісті»   | Всього в «Металісті»   | Всього в «Металісті»   | 0         | 0         |       | 0     | 0     |            | 0          | 0          |            | 1          | 0          | 1      | 0      |
| 1989                   | / «Прикарпаття»        | 2Л                     | 39        | 0         | —     | —     | —     | —          | —          | —          | —          | —          | —          | 39     | 0      |
| 1990                   | / «Прикарпаття»        | 2НЛ                    | 31        | 0         | —     | —     | —     | —          | —          | —          | —          | —          | —          | 31     | 0      |
| 1991                   | / «Прикарпаття»        | 2НЛ                    | 49        | 9         | —     | —     | —     | —          | —          | —          | —          | —          | —          | 49     | 9      |
| 1992                   | / «Прикарпаття»        | ВЛ                     | 16        | 2         | КУ    | 1     | 0     | —          | —          | —          | —          | —          | —          | 17     | 2      |
| 1992—1993              | / «Прикарпаття»        | 1Л                     | 40        | 0         | КУ    | 4     | 0     | —          | —          | —          | —          | —          | —          | 44     | 0      |
| 1993—1994              | / «Прикарпаття»        | 1Л                     | 16        | 2         | КУ    | 3     | 1     | —          | —          | —          | —          | —          | —          | 19     | 3      |
| Всього в «Прикарпатті» | Всього в «Прикарпатті» | Всього в «Прикарпатті» | 191       | 13        |       | 8     | 1     |            | 0          | 0          |            | 0          | 0          | 199    | 14     |
| 1993—1994              | «Динамо» К             | ВЛ                     | 17        | 1         | КУ    | 2     | 0     | —          | —          | —          | —          | —          | —          | 19     | 1      |
| 1994—1995              | «Динамо» К             | ВЛ                     | 21        | 2         | КУ    | 5     | 0     | ЛЧ         | 6          | 0          | —          | —          | —          | 26     | 2      |
| 1995—1996              | «Динамо» К             | ВЛ                     | 9         | 0         | КУ    | 0     | 0     | ЛЧ         | 2          | 0          | —          | —          | —          | 9      | 0      |
| Всього в «Динамо»      | Всього в «Динамо»      | Всього в «Динамо»      | 47        | 3         |       | 7     | 0     |            | 8          | 0          |            | 0          | 0          | 62     | 3      |
| 1995—1996              | «Динамо-2» К           | 1Л                     | 3         | 0         | КУ    | 0     | 0     | —          | —          | —          | —          | —          | —          | 3      | 0      |
| Всього в «Динамо-2»    | Всього в «Динамо-2»    | Всього в «Динамо-2»    | 3         | 0         |       | 0     | 0     |            | 0          | 0          |            | 0          | 0          | 3      | 0      |
| 1995—1996              | «Прикарпаття»          | ВЛ                     | 14        | 4         | КУ    | 0     | 0     | —          | —          | —          | —          | —          | —          | 14     | 4      |
| Всього в «Прикарпатті» | Всього в «Прикарпатті» | Всього в «Прикарпатті» | 14        | 4         |       | 0     | 0     |            | 0          | 0          |            | 0          | 0          | 14     | 4      |
| 1996—1997              | «Ворскла»              | ВЛ                     | 26        | 2         | КУ    | 4     | 0     | —          | —          | —          | —          | —          | —          | 30     | 2      |
| 1997—1998              | «Ворскла»              | ВЛ                     | 24        | 4         | КУ    | 4     | 1     | КУЄФА      | 4          | 0          | —          | —          | —          | 32     | 5      |
| 1998—1999              | «Ворскла»              | ВЛ                     | 24        | 3         | КУ    | 2     | 0     | —          | —          | —          | —          | —          | —          | 26     | 3      |
| Всього у «Ворсклі»     | Всього у «Ворсклі»     | Всього у «Ворсклі»     | 74        | 9         |       | 10    | 1     |            | 4          | 0          |            | 0          | 0          | 88     | 10     |
| 1997—1998              | «Ворскла-2»            | 2Л                     | 3         | 2         | КУ    | 0     | 0     | —          | —          | —          | —          | —          | —          | 3      | 2      |
| Всього у «Ворсклі-2»   | Всього у «Ворсклі-2»   | Всього у «Ворсклі-2»   | 3         | 2         |       | 0     | 0     |            | 0          | 0          |            | 0          | 0          | 3      | 2      |
| 1997—1998              | «Копетдаг»             | ВЛ                     | 0         | 0         | КТ    | 0     | 0     | ККА        | 2          | 1          | —          | —          | —          | 2      | 1      |
| Всього у «Копетдазі»   | Всього у «Копетдазі»   | Всього у «Копетдазі»   | 0         | 0         |       | 0     | 0     |            | 2          | 1          |            | 0          | 0          | 2      | 1      |
| 1999—2000              | «Прикарпаття»          | ВЛ                     | 4         | 0         | КУ    | 0     | 0     | —          | —          | —          | —          | —          | —          | 4      | 0      |
| Всього в «Прикарпатті» | Всього в «Прикарпатті» | Всього в «Прикарпатті» | 4         | 0         |       | 0     | 0     |            | 0          | 0          |            | 0          | 0          | 4      | 0      |
| Всього за кар'єру      | Всього за кар'єру      | Всього за кар'єру      | 356       | 31        |       | 25    | 2     |            | 14         | 1          |            | 1          | 0          | 396    | 34     |